# Jan Hendrik Jacob Quarles van Ufford
Jan Hendrik Jacob Quarles van Ufford ('s-Gravenhage, 2 juli 1855 - Scheveningen, 27 april 1917) was een Nederlandse jonkheer en politicus.
Quarles van Ufford was een vrij-antirevolutionair Tweede Kamerlid en later staatsraad, die na een korte tijd advocaat te zijn geweest vooral actief was als burgemeester en ambtenaar. Hij werd op dertigjarige leeftijd burgemeester van het Zeeuws-Vlaamse Axel en vier jaar later van Noordwijk benoemd. Hij was een half jaar Tweede Kamerlid voor het district Hilversum. Nadien werd hij door minister Kuyper benoemd tot ambtenaar op Binnenlandse Zaken. In 1910 werd hij lid van de Raad van State.
Hij behoorde tot de Waalse kerk.

## Onderscheiding
- Ridder in de Orde van de Nederlandse Leeuw

- Biografisch Portaal: 05617781
- International Standard Name Identifier: 0000 0003 9356 5109
- Nederlandse Thesaurus van Auteursnamen: 151748810
- Parlement.com: vg09ll5boftl
- Virtual International Authority File: 287829982
- WorldCat: E39PBJpPBQqTC7fchFfJTRcgKd